# Ossaea
Ossaea là chi thực vật có hoa trong họ Mua.